# Szent Erzsébet Egészségügyi és Szociális Munka Főiskola
A Szent Erzsébet Egészségügyi és Szociális Munka Főiskola (szlovákul: Vysoká škola zdravotníctva a sociálnej práce sv. Alžbety v Bratislave) magán főiskola Szlovákiában, amely nonprofit szervezetként működik. Központja Pozsonyban található. Az iskola működését 2003. szeptember 24-én hagyta jóvá a szlovák kormány. Alapítója és első rektora Vladimír Krčméry, jelenleg Juraj Benca tölti be a rektori pozíciót Krčméry helyetteseként.
A pozsonyi központ mellett kihelyezett részlegeket üzemeltet Zsolnán, Kassán, Rozsnyón, Pöstyénben, Nagymihályban, Besztercebányán, Bártfán, Árvanádasdon, Iglón, Simonyban, Rimaszombatban, Érsekújváron és Szakolcán. Csehországban Příbramban, Szerbiában pedig Petrőcön működtet intézményeket.